# Michał Gazda
Pour les articles homonymes, voir Gazda.
Michał Gazda, né le 13 mai 1972 à Łódź (Pologne), est un réalisateur polonais.

## Biographie
Michał Gazda est diplômé en études culturelles (spécialisation en études cinématographiques) à l'université de Łódź, ainsi qu'en réalisation à la Faculté de radio et de télévision de l'Université de Silésie à Katowice.
Il est le réalisateur de films, de séries et d'environ 300 publicités télévisées.
Il est le fils de l'historien Grzegorz Gazda (1943-2020).

## Filmographie partielle

### Au cinéma
- 2007 : Świadek koronny (plusieurs segments)
- 2023 : Le Remède à l'oubli (Znachor)
- 2024 : Braquage (Napad)

### À la télévision
Séries télévisées
- 2007 :  Odwróceni  (9 épisodes)
- 2010 :  Usta usta  (8 épisodes)
- 2012 :  Teatr Telewizji  (saison 59, épisode 2 : Komedia romantyczna ; également scénariste)
- 2014 : Wataha (4 épisodes)
- 2016-2017 : Druga szansa  (14 épisodes)
- 2017 :  Belle Époque  (10 épisodes)
- 2019 :  Odwróceni. Ojcowie i córki  (4 épisodes)
- 2020 :  Królestwo kobiet  (2 épisodes)
- 2022 : Sans un mot  (3 épisodes)
- 2024 :  Sleboda

## Récompenses et distinctions
- Polskie Nagrody Filmowe 2014 : nomination aux « Orły » (« Aigles du cinéma polonais »), dans la catégorie Meilleure série de films de fiction', pour la série Wataha (partagé avec Kasia Adamik)
- Telekamery (en) 2017 : nomination pour Druga szansa dans la catégorie séries télévisées

- (en) Michał Gazda : Récompenses, sur l'Internet Movie Database